# علی متیرک
علی متیرک (عربی: علي أحمد متيرك؛ ۱۵ ژانویهٔ ۱۹۷۸ – ۲۴ ژوئیهٔ ۲۰۱۴) بازیکن فوتبال اهل لبنان بود.
از باشگاه‌هایی که در آن بازی کرده‌است می‌توان به باشگاه فوتبال الانصار لبنان و باشگاه ورزشی العهد اشاره کرد.
وی همچنین در تیم ملی فوتبال لبنان بازی کرده‌است.